# Taco Pozo
Taco Pozo est une localité argentine située dans la province du Chaco et dans le département d'Almirante Brown.

## Toponymie
Le nom de la localité vient du mot quechua taco pozo, qui se traduit par « puits du caroubier ».
La gare de la ligne Barranqueras-Metán a été installée en 1913 et a reçu le nom de Taco Pozo le 2 décembre 1931. Un autre décret du 18 mars 1935, a donné ce nom au village formé autour de la gare.

## Histoire
En 1913, la gare de Taco Pozo a été ouverte, donnant naissance à cette ville homonyme, à l'extrême ouest de la province du Chaco. Elle a été officiellement reconnue par décret d'Agustín P. Justo le 18 mars 1935. L'anniversaire de la ville est célébré le 18 mars et le 30 août est la fête de Santa Rosa de Lima, patronne de la ville,.
L'ouverture d'une route entre Taco Pozo et Nueva Población a également eu une influence sur la colonisation du Chaco occidental, facilitant le déplacement des haciendas dans la région de Bermejo.

## Éducation
La localité dispose d'une extension de l'Universidad Nacional del Chaco Austral qui propose un diplôme en nutrition. Elle dispose également d'une extension de l'Instituto de Educación Superior Miguel Neme dans la ville de Las Breñas, qui propose un diplôme en éducation physique. Et l'Instituto de Educación Superior Taco Pozo, qui fait partie du réseau virtuel des instituts supérieurs de formation des enseignants coordonné par l'INFD (Institut national de formation des enseignants) relevant du ministère de l'éducation de l'Argentine.
Il existe également des écoles SRTC (école secondaire rurale médiatisée par les TIC) qui se trouvent à 75 kilomètres du campus de San Telmo, et à 145 kilomètres de l'autre campus à Alta Esperanza, qui a ouvert il y a 6 ans.

## Voies de communication
La principale voie de communication est la route nationale 16, qui la relie par l'asphalte au nord-ouest à la province de Salta, et au sud-est à Monte Quemado (province de Santiago del Estero) et Resistencia. Une autre route importante est la route provinciale 61, qui la relie au nord-est à Fuerte Esperanza et Misión Nueva Pompeya.
Le transport ferroviaire ne concerne que les marchandises et est assuré par le Servicio Ferroviario del Chaco (connu sous le nom de SE.FE.CHA).

## Fêtes locales
- Santa Rosa de Lima, le 30 août (fête patronale) ;
- Anniversaire du 18 mars.

## Religion
| Archidiocèse | San Roque de Presidencia Roque Sáenz Peña |
| ------------ | ----------------------------------------- |
| Paroisse     | Santa Rosa de Lima                        |

## Galerie

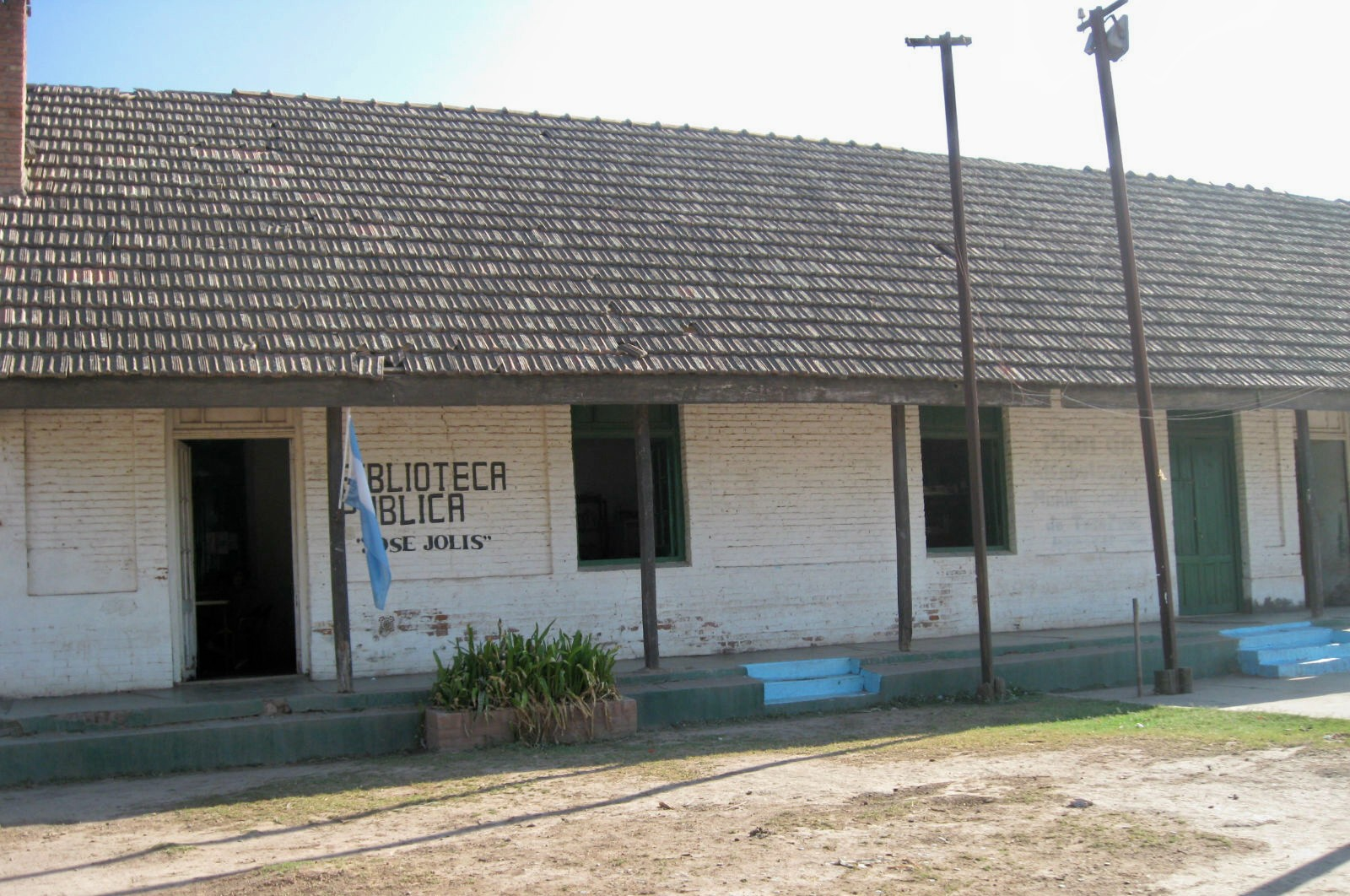
Ancien siège de la Biblioteca Popular, dans l'ancienne gare ferroviaire.
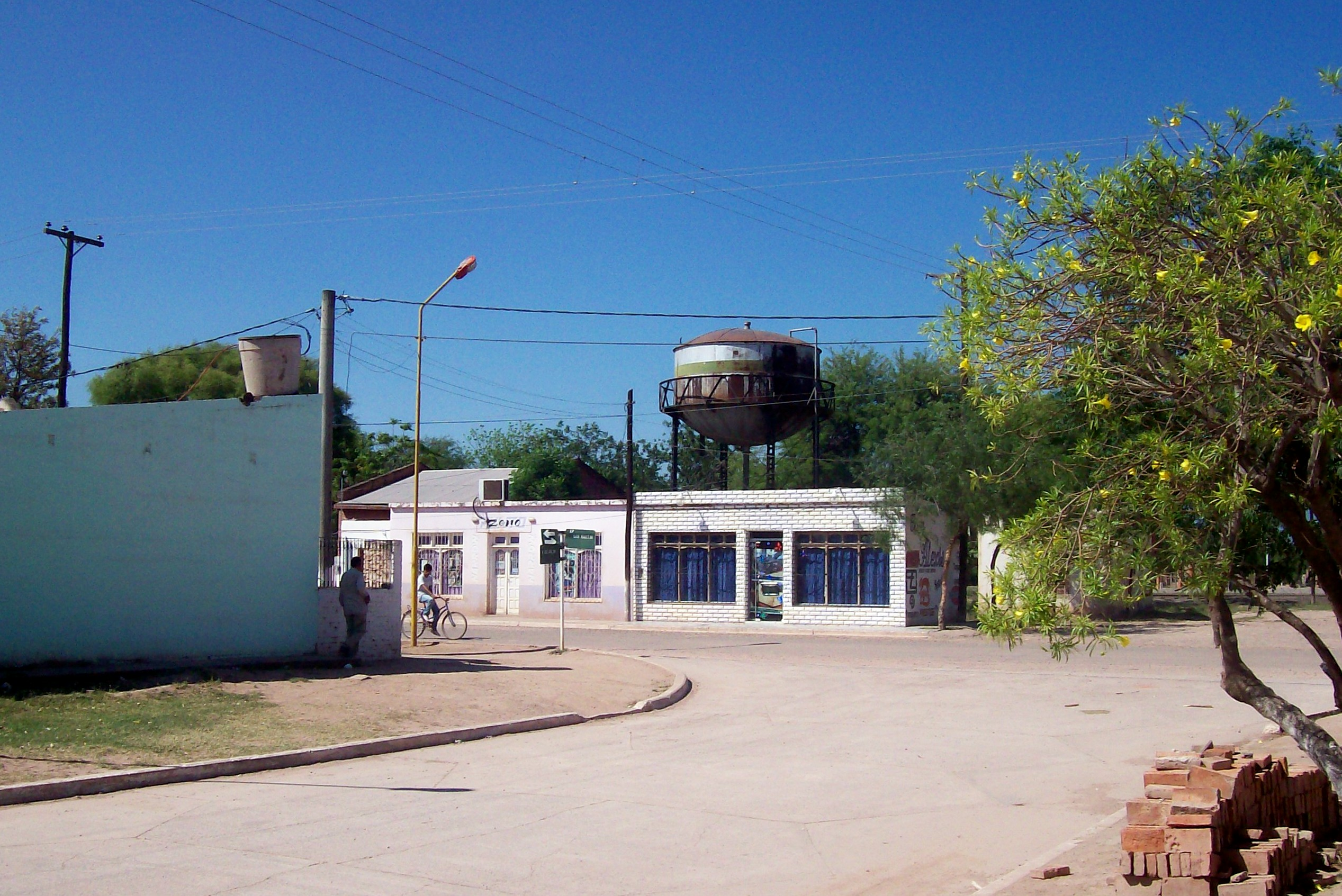
Zone centrale.
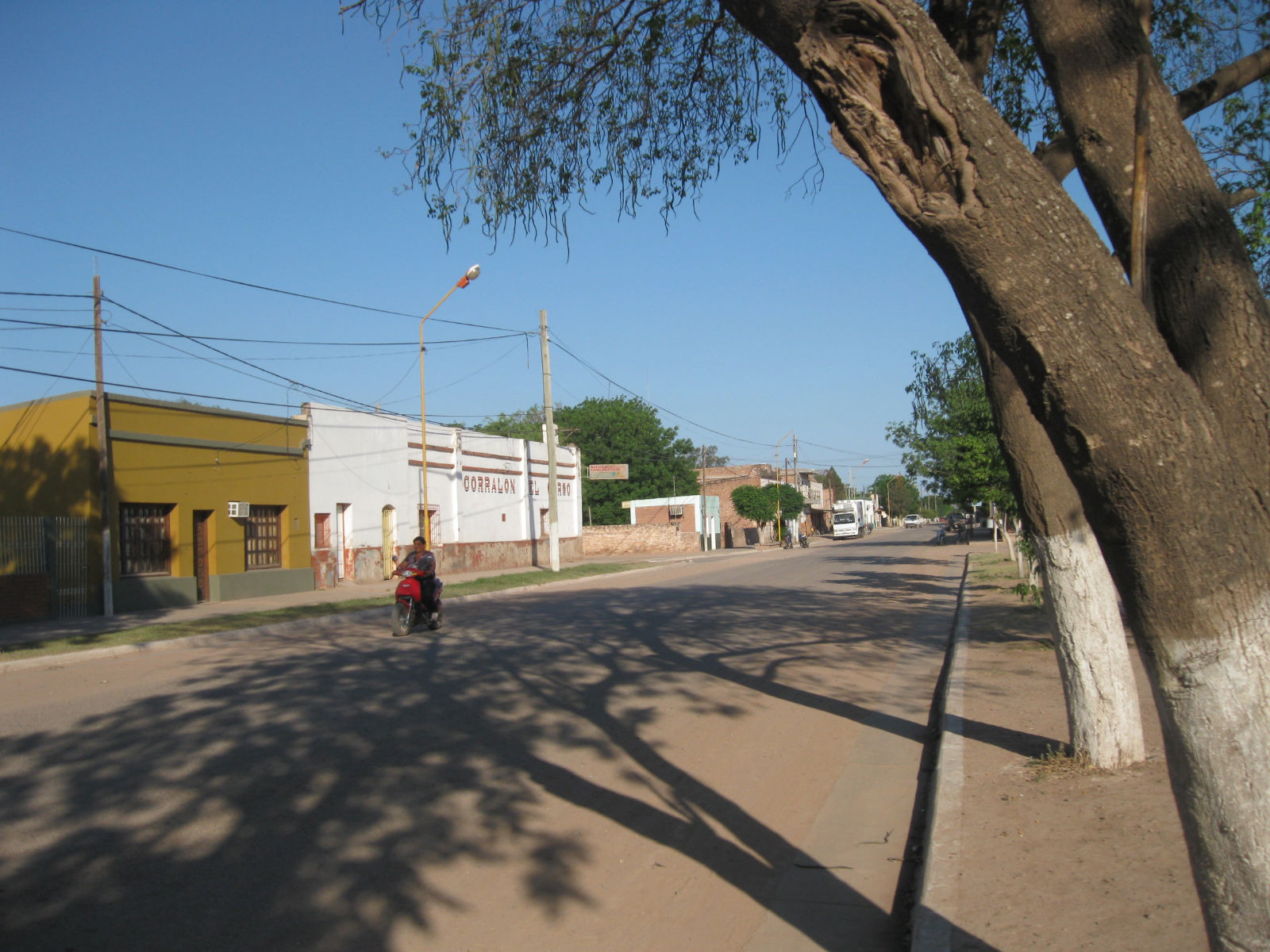
Avenida San Martín.
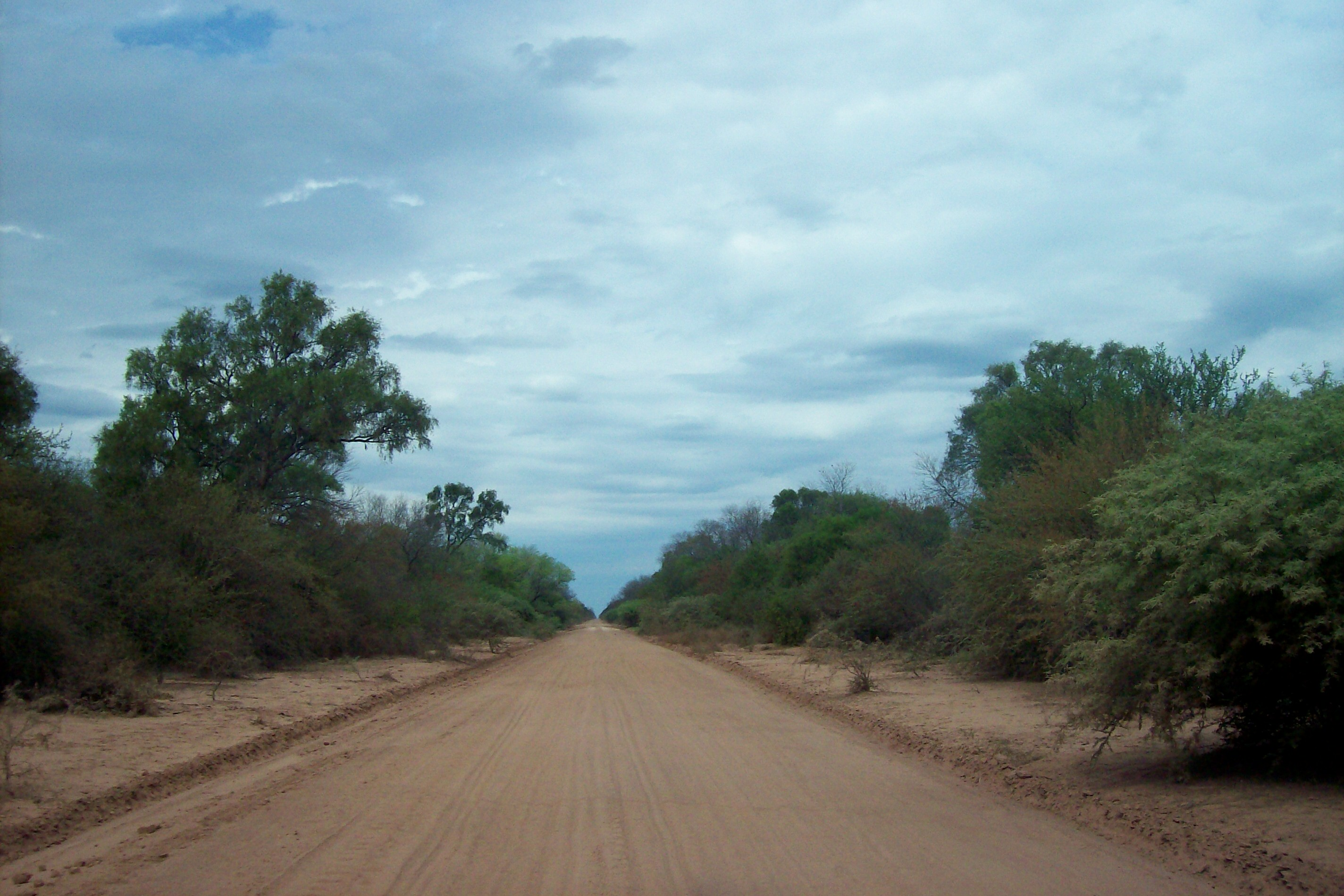
Environnement rural, à environ 20 km.